# Héctor Haile
Héctor Haile (La Plata, Buenos Aires, 22 de noviembre de 1963) es un entrenador y exjugador de baloncesto argentino. Desarrolló una larga carrera como jugador profesional en su país, actuando siempre en la posición de base. También fue integrante de la selección de Argentina. Tras su retiro continuó ligado al mundo del baloncesto profesional como entrenador, dirigiendo equipos en las categorías del ascenso de su país.

## Trayectoria
Surgido del club Atenas de La Plata, en 1983 fue fichado por River Plate. Con ese equipo conquistaría el Campeonato Argentino de Clubes y participaría luego en la recientemente creada Liga Nacional de Básquet. En su etapa en el club porteño, Haile fue convocado varias veces para representar a la provincia de Buenos Aires en el Campeonato Argentino de Básquet (por ello integraría el plantel bonaerense que conquistaría el título en 1986).
En 1988 pasó al Deportivo San Andrés y al año siguiente arribó a Peñarol de Mar del Plata. 
Consolidado como uno de los mejores bases de la LNB, en 1992 firmó un contrato por dos años con el club entrerriano Echagüe. Durante su segunda temporada allí -la temporada 1993-94-, Haile actuó en un muy alto nivel individual, al punto tal que terminó siendo el líder en asistencias y robos del certamen, pero aun así no pudo evitar que su equipo perdiese la categoría. 
La siguiente temporada Haile la jugó en el Torneo Nacional de Ascenso pero como miembro del plantel de Mendoza de Regatas, el cual terminaría como subcampeón.
En 1995 retornó a la LNB de la mano del Deportivo Roca, club en el cual ya había jugado en 1991 mientras éste competía en tercera división. 
Retornó a Peñarol de Mar del Plata en 1996, jugando allí sus últimas tres temporadas en la LNB. 
Su experiencia final como jugador profesional la desarrolló en Echagüe, a donde regresó pero con la intención de actuar en el TNA.
Tras su retiro de las canchas, se convirtió en entrenador. De ese modo dirigió a los equipos mayores de Olimpia de Paraná, Regatas Uruguay, Peñarol de Rosario del Tala, Colón y Rivadavia Juniors de Santa Fe, y Atlético María Grande entre otros. Asimismo Haile participó de numerosos torneos de maxibasket, incluyendo varios Panamericanos y Mundiales organizados por la FIMBA.

## Selección nacional
Haile compitió en diversas ocasiones con los seleccionados juveniles de baloncesto de Argentina. Por ello fue parte del equipo que conquistó el Torneo de las Américas Juvenil de 1980 y el Campeonato Sudamericano de Baloncesto Juvenil de 1981, como así también del que terminó séptimo en el Campeonato Mundial de Baloncesto Junior de 1983.
A la selección mayor fue convocado durante el periodo de preparación para disputar la Copa Mundial de Baloncesto de 1986, pero se quedó afuera del torneo porque el entrenador prefirió darle su puesto a Marcelo Milanesio.